# Список спортивних федерацій Азербайджану
|  | Службовий список статей, створений для координації робіт з розвитку теми. Це попередження не встановлюється на інформаційні списки і глосарії. |

Спортивні федерації Азербайджану

## Національні федерації з олімпійських видів спорту
Усього налічується 26 федерацій. Серед них: 
- Федерація атлетики Азербайджану
- Федерація бадмінтону Азербайджану
- Федерація баскетболу Азербайджану
- Федерація боксу Азербайджану
- Федерація боротьби Азербайджану
- Федерація велосипедного спорту Азербайджану
- Федерація волейболу Азербайджану
- Федерація гандболу Азербайджану
- Федерація гімнастики Азербайджану
- Федерація з веслування на байдарках і каное Азербайджану
- Федерація дзюдо Азербайджану
- Федерація зимових видів спорту Азербайджану
- Карате в Азербайджані
- Федерація кінного спорту Азербайджану
- Федерація настільного тенісу Азербайджану
- Федерація вітрильного спорту Азербайджану
- Федерація плавання Азербайджану
- Федерація пляжного футболу Азербайджану
- Федерація рапіри Азербайджану
- Федерація стрільби Азербайджану
- Федерація стрільби з лука Азербайджану
- Федерація тайквандо Азербайджану
- Федерація тенісу Азербайджану
- Федерація важкої атлетики Азербайджану
- Асоціація футбольних федерацій Азербайджану
- Федерація з хокею на траві Азербайджану

## Національні федерації з неолімпійських видів спорту
Усього налічується 43 федерації.
- Національна федерація джиу-джитсу Азербайджану
- Федерація шахів Азербайджану
- Азербайджанська Федерація Шашок
- Асоціація професійних видів єдиноборств Азербайджану